# Артиллерийская разведка
Артиллери́йская разве́дка — добывание информации об объектах противника (целях) для подготовки и ведения огня артиллерии и ударов тактических ракет; составная часть тактической разведки.
Артразведка ведётся визуально и с помощью оптических и электронно-оптических приборов, звукометрических, радиолокационных и радиотехнических станций, артиллерийскими разведгруппами, экипажами корректировочно-разведывательных вертолётов.
Артиллерийские разведгруппы российской армии, входящие в состав артиллерийский частей и предназначенные для выявления целей и наведения огня артиллерии на позиции противника, передвигаются на ПРП, БРДМ, в редких случаях МТЛБ либо в пешем порядке. Взвод артиллерийской разведки состоит из трёх отделений, у каждого из которых свой сектор для ведения разведки. В горах чаще всего подразделение выдвигается на нескольких ПРП, после чего спешивается, оставляя охранение у машин, и продолжает заброску в пешем порядке.
Важной частью работы артиллерийского разведчика является выбор места наблюдательного пункта с хорошим обзором в радиусе действия орудий. Скрытность позиции и хороший обзор дают возможность точно наводить огонь артиллерии на позиции противника. Выбор наблюдательного пункта очень важен, так как артразведчик должен пользоваться мощными оптическими приборами и иметь хороший обзор, не попав при этом ни под огонь снайперов, ни под огонь вражеской или своей артиллерии.
В тяжёлых позиционных боях усилия артиллерийских разведчиков объединяют с разведывательными частями соединений, которые обеспечивают скрытность и боевое охранение. Это позволяет пересечь линию фронта и скрытно корректировать огонь своей артиллерии без передвижений по местности, находясь под охраной бойцов разведки (снайперов, автоматчиков, пулемётчиков). Целью таких операций является выявление командных пунктов противника, позиций, коммуникаций и их уничтожение путём корректировки артиллерийского огня.
От точности работы артиллерийской разведки в современных условиях локальных войн также зависит количество сопутствующих потерь из числа мирных жителей.